# Sinopoda aenyk
Sinopoda aenyk – gatunek pająka z rodziny spachaczowatych i podrodziny Heteropodinae.

## Taksonomia
Gatunek ten opisany został po raz pierwszy w 2020 roku przez Elenę Grall i Petera Jägera na łamach „Zootaxa”. Jako miejsce typowe wskazano Tham Xiang w dystrykcie Vang Vieng w laotańskiej prowincji Wientian. Epitet gatunkowy oznacza po laotańsku „oddzielone” i odnosi się do oddzielonych spermatek samicy.

## Morfologia
Jedyny zmierzony okaz jest samicą o ciele długości 11,4 mm przy prosomie długości 5,3 mm i szerokości 4,6 mm. U okazu przechowywanego w alkoholu karapaks jest żółtobrązowy z rudożółtym środkiem, ciemnobrązowymi krawędziami bocznymi oraz ciemnobrązowym znakiem w kształcie podkowy z tyłu, szczękoczułki są ciemnorudobrązowe z jasnobrązowymi paskami, nogogłaszczki są żółtawobrązowe z rudobrązowymi  goleniami i nadstopiami, sternum jest żółtawobiałe, odnóża żółtawobrązowe z elementami brązowymi, natomiast opistosoma (odwłok) z wierzchu żółta z brązowym nakrapianiem i ciemnobrązowym tyłem, a od spodu żółtawobrązowa. Szczękoczułki mają trzy zęby na krawędzi przedniej i cztery na tylnej. Genitalia samicy mają szersze niż dłuższe pole epigynalne pozbawione pasm przednich i sensillów szczeliniastych. W tylnej części epigyne występuje przegroda o przedniej części szerszej od środkowej. Boczne płaty wulwy są zlane, silnie nabrzmiałe brzusznie, w tyle zaopatrzone w małe, głębokie wcięcie pośrodkowe. W przedniej części epigyne brak jest przedsionka kopulacyjnego. Układ kanalików wewnętrznych ma widoczne jedynie od strony brzusznej, okrągławe wyrostki gruczołowe.

## Rozprzestrzenienie
Pająk orientalny, endemiczny dla Laosu, znany tylko z lokalizacji typowej na terenie prowincji Wientian. Odnaleziony w jaskini na wysokości 270 m n.p.m.